# Ahmad Ismail Ali
Ahmad Ismail Ali (àrab: أحمد إسماعيل علي, Aḥmad Ismāʿīl ʿAlī) (el Caire, 14 d'octubre de 1917 - Londres, 26 de desembre de 1974) fou un militar egipci, comandant en Cap de l'exèrcit i Ministre de la Guerra en declarar-se l'enfrontament del Yom Kippur amb Israel el 1973.
Graduat de l'acadèmia militar del Caire el 1938, va servir per als aliats durant la Segona Guerra Mundial. Va ser comandant durant la Guerra de la Independència d'Israel el 1948 a càrrec d'una brigada. Entrenat al Regne Unit i més tard a la Unió Soviètica, va participar en la Guerra de Suez el 1956 i en la dels Sis Dies el 1967.
Nomenat Cap de l'Estat Major en 1969, va ser destituït al cap de poc pel president, Gamal Abdel Nasser, arran de les incursions aèries israelianes sobre territori egipci que no havien estat repel·lides. Tanmateix, mort Nasser, Anwar el-Sadat el va nomenar Cap del Servei d'Intel·ligència el 1970. L'octubre de 1972 va acompanyar el primer ministre Aziz Sidqi en una visita a Moscou, destacant poc després per sufocar un cop d'estat. Poc temps després va ser nomenat Ministre de Guerra en substitució de Muhammad Sadeq que s'havia manifestat contrari a la influència soviètica a Egipte.
La seva faceta més coneguda va ser la preparació de l'atac per sorpresa a Israel, planificat al costat de Síria, en la coneguda com a Guerra del Yom Kippur que, finalment, es va saldar amb un fracàs de l'exèrcit egipci. No obstant això, la seva estratègia per a creuar el Canal de Suez va oferir, quant a tàctica, resultats positius.